# Isla Wood
La isla Wood, también llamada isla Monte  es una isla de Argentina ubicada al sur de Punta Alta, en el partido de Villarino en la provincia de Buenos Aires. Limita al norte con la bahía Falsa y la isla Trinidad (Buenos Aires) y al sur con la bahía Verde y la península Verde, al este se halla la isla Ariadna. Esta isla tiene un largo aproximado de 10 kilómetros en sentido noroeste-sudeste, y un ancho máximo de 3 kilómetros. La isla es llana y está rodeada por un extenso cangrejal de naturaleza limo-arcillosa, lo que dificulta el acceso a la misma. La vegetación que habita en la isla está constituida por pastizales y plantaciones de árboles. Existen una serie de cordones medanosos bajos en sectores de la costa emergida, así como pequeñas barrancas erosionadas por la acción de las mareas.
Al igual que en la Trinidad, Embudo, Bermejo y Ariadna forma parte de la Reserva Provincial de Uso Múltiple Bahía Blanca, Verde y Falsa. Desde 1890 se desarrollan actividades ganaderas. La isla también es utilizada para recreación y la pesca deportiva. Tiene una altitud máxima que supera los 20 metros. y sus costas son frecuentadas por delfines y en las playas ubicadas en la zona sudeste existe una colonia de lobos marinos de un pelo (Otaria flavescens).